# Limnellia fallax
Limnellia fallax – gatunek muchówki z rodziny wodarkowatych i podrodziny Ephydrinae.
Gatunek ten opisany został w 1903 roku przez Leandera Czernego jako Scatella fallax.
Muchówka o ciele długości około 1,5 mm. Głowa z jedną parą szczecinek orbitalnych po bokach czoła i bocznymi szczecinkami skierowanymi pionowo w dół. Skrzydła mają ponad dwie ciemne kropki przy wierzchołkowym odcinku żyłki radialnej R4+5. Ubarwienie przezmianek jest żółte. Odnóża są czarne z żółtymi nasadowymi członami wszystkich stóp.
Owad znany z Hiszpanii, Wielkiej Brytanii, Holandii, Niemiec, Szwecji, Finlandii, Szwajcarii, Austrii, Polski, Litwy, Czech, Słowacji i Węgier.